# Erannis syriaca
Erannis syriaca là một loài bướm đêm trong họ Geometridae.